# Letharia vulpina
Letharia vulpina, auch als Wolfsflechte bezeichnet, ist eine verzweigt wachsende Strauchflechte. Der Name leitet sich von vulpis (oder vulpes) „Fuchs“ ab, da sie früher zum Vergiften von Fuchsködern genutzt wurde. Sie ist der einzige europäische Vertreter der Gattung Letharia.

## Beschreibung

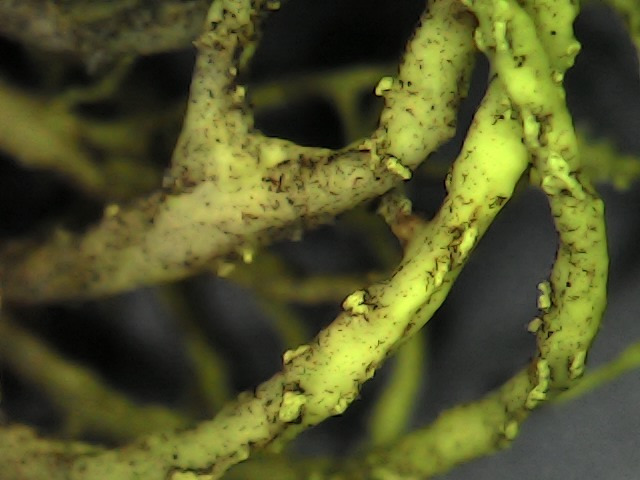
Nahaufnahme der Wolfsflechte Letharia vulpina

Die auffällig zitronengelbe Wolfsflechte ist sparrig verzweigt, wächst strauchig oder bärtig und wird zwischen 10 und 15 cm lang. Nur selten werden die dunkelbraunen, gelb berandeten Fruchtkörper (Apothecien) ausgebildet. Die Thalluslappen sind matt, die Rinde querrissig, das Mark weißlich. Der Thallus ist grünlich-zitronengelb, faltig, kantig, gabelig verzweigt; an den dünneren Endabschnitten mit Isidien besetzt.

## Vorkommen
Die Flechte ist boreal-alpin verbreitet und lebt im Bereich der Waldgrenze auf Nadelbäumen. In den Alpen ist sie besonders auf der Borke von Zirbelkiefern (Pinus cembra) und Europäischen Lärchen (Larix decidua) anzutreffen.
Oft sind Wolfsflechten auch auf Schindeldächern und an verwitterten Scheunenbrettern oder Zäunen aus dem Holz der genannten Bäume anzutreffen. Deshalb wird sie in Schweden auch als taklav („Dachflechte“) bezeichnet.

## Inhaltsstoffe und Wirkungen
Die Färbung der Flechte ist auf den Gehalt von Vulpinsäure zurückzuführen, die als starkes Gift auf das zentrale Nervensystem wirkt. Es ist nicht nur für fleischfressende Wirbeltiere, sondern auch für Insekten und Mollusken giftig. Bei Pflanzenfressern soll das Gift keine Wirkung zeigen, was zumindest für Mäuse und Ratten belegt ist.
Die Wolfsflechte kann bereits bei oberflächlichem Kontakt zu Hautallergien führen.
In Skandinavien wurden mit der Flechte früher Fuchs- und Wolfsköder vergiftet.
Laut einem Bericht des Wolfsjägers Nikolaus Nilsson stirbt ein Wolf innerhalb von 24 Stunden, wenn er nicht kurz danach frisches Blut zu sich nimmt, wodurch er wieder genesen kann. Das Gift soll umso stärker wirken, je älter die Flechte ist.

## Sonstiges
In Deutschland steht die Flechte unter Naturschutz und gilt gemäß Roter Liste als „gefährdet“.